# Wireless History Foundation
Die Wireless History Foundation (WHF) ist eine gemeinnützige Non-Profit-Organisation, die 2008 gegründet wurde, um die Geschichte der drahtlosen Kommunikation zu bewahren und zu fördern.
Die WHF genießt insbesondere in Fachkreisen der Telekommunikations- und Mobilfunkindustrie mediale Aufmerksamkeit. Obwohl sie eher eine spezialisierte Nische bedient, wurde sie durch verschiedene Fachpublikationen und Pressemitteilungen bekannt. In Deutschland wurde man auf die Organisation aufmerksam, als 2017 der Ingenieur Friedhelm Hillebrand als Mobilfunk-Pionier und bisher einziger Deutscher in die Hall of Fame der WHF aufgenommen wurde.

## Gründung und Bedeutung
Die WHF wurde am 13. Oktober 2008 gegründet, dem 25. Jahrestag der offiziellen Kommerzialisierung der Mobilfunktechnologie in den USA und dem Tag, als in Chicago das erste kommerzielle Mobilfunknetz in Betrieb genommen wurde. Ihr Sitz ist in Austin, Texas. 
Die WHF setzt sich dafür ein, die Geschichte der drahtlosen Technologien für künftige Unternehmen und Innovatoren zu sammeln und ihre Weiterentwicklung zu unterstützen.
Sie betreibt ein Forum zum Erfahrungsaustausch und fördert mit ihrer Hall of Fame die Anerkennung von Persönlichkeiten, die einen bedeutenden Beitrag zur Entwicklung der Branche geleistet haben. Darüber hinaus unterstützt sie künftige Fachkräfte mit einem eigenen Stipendienprogramm und trägt zur digitalen Bewahrung historischer Materialien bei.

## Ziele und Initiativen
Die WHF verfolgt drei Hauptziele:
- Verbindung schaffen: Bereitstellung eines Forums für Branchenpioniere und -teilnehmer, um Erfahrungen auszutauschen und eine neue Generation von Fachkräften in die Materie einzuführen.
- Bewahrung: Sammlung von Materialien, die die Geschichte und den Fortschritt der drahtlosen Kommunikation dokumentieren.
- Bildung: Bereitstellung von Informationen über die Entwicklung drahtloser Technologien und Dienstleistungen und die Menschen, die diese Branche geprägt haben.

## Projekte
- Wireless Hall of Fame: Öffentliche Anerkennung herausragender Persönlichkeiten aus allen Bereichen der drahtlosen Industrie. Ausgezeichnet wurden unter anderem:
  - 2024: Andrea Goldsmith, William E. Kennard
  - 2023: Ed Whitacre
  - 2022: Dan Hesse
  - 2021: James Tracy
  - 2019: Andy Rubin, Nick Sears, Chris White
  - 2018: Alain Maloberti
  - 2017: Robert S. Foosaner, Friedhelm Hillebrand, Charles Townsend
  - 2016: Joel S. Engel, Richard H. Frankiel
  - 2015: Sue Svenson, Brian McAuley, Larry Movshin
  - 2014: Jan Uddenfeldt
  - 2013: Kris Rinne, Craig Farrill
  - 2012: Wayne Perry
  - 2011: Nick Kauser
  - 2010: LeRoy Carlson
- Digital Archives Project: Digitale Bewahrung von Materialien, die vor 1995 von Teilnehmern an der Entwicklung der drahtlosen Industrie produziert wurden.
- Wireless Timeline: Eine Zeitleiste, die bedeutende Ereignisse und Entwicklungen in der Geschichte der drahtlosen Kommunikation dokumentiert.
- Wireless History Foundation Scholarship Program: Ein Stipendienprogramm zur Unterstützung von Studierenden, die eine Karriere in der drahtlosen Kommunikation anstreben.